# Mauritische Badminton-Mannschaftsmeisterschaft
Mauritische Badminton-Mannschaftsmeisterschaften werden seit 1967 ausgetragen.

## Die Sieger
| Saison    | Sieger             |
| --------- | ------------------ |
| 1967      | Labourdonnais Club |
| 1968      | Labourdonnais Club |
| 1969      | Labourdonnais Club |
| 1970 2024 | keine Daten        |